# یاکوب لاندوسکی
یاکوب لاندوسکی (چکی: Jakub Landovský؛ زادهٔ ۵ سپتامبر ۱۹۷۶) سیاستمدار، وکیل و معلم دانشگاه اهل کشور جمهوری چک است که در حال حاضر از ۵ اوت ۲۰۱۹ سفیر در ناتو است. وی از سال ۲۰۱۵ تا ۲۰۱۹ معاون وزیر دفاع بوده‌است. او از سال ۲۰۰۶ عضو CSSD است.